# 죄 많은 소녀
죄 많은 소녀는 2018년에 개봉한 대한민국 영화이다. 김의석 감독의 장편 영화 데뷔작이다.

## 캐스팅
- 전여빈: 영희 역
- 서영화: 경민 모 역
- 고원희: 한솔 역

- 이봄: 다솜 역
- 이태경: 유리 역
- 전소니: 경민 역
- 유재명: 김 형사 역
- 서현우: 담임 선생님 역
- 정인기: 경민 부 역
- 박길수: 교장 역
- 허동원: 형사 1 역
- 김태준: 형사 2 역
- 이원민: 형사 3 역
- 이호원: 형사 4 역
- 최교식: 교무주임 역
- 백길성: 학생주임 역
- 최민우: 작년담임 역
- 신기환: 저주받은아이 역
- 이슬아: 린치 패거리 역
- 고다윤: 린치 패거리 역
- 이슬기: 린치 패거리 역
- 이선희: 정신과의사 역
- 정요한: 외과의사 역
- 전채희: 양호교사 역
- 이은진: 병원간호사 역
- 정애화: 할머니 역
- 정정남: 경민외삼촌 역
- 추연규: 경민삼촌 역
- 박채익: 지휘관 역
- 선우정아: 가수 역
- 백승철: 등산용품점사장 역
- 하철: 욕하는운전자 역
- 유승영: 욕하는운전자 역
- 정희중: 이삿짐센터인부 역
- 정순태: 이삿짐센터인부 역
- 이원규: 이삿짐센터인부 역
- 김진: 화장품가게주인 역
- 남승우: 순찰교사 역
- 조동우: 다른서형사 역
- 이진아: 경민대역
- 김민경: 학원데스크직원 역
- 김민성: 경민모회사직원 역
- 조경희: 무속인 역
- 김미숙: 무속인 역
- 정용주: 무속인 역
- 이동길: 악사 역
- 김지호: 악사 역
- 염시훈: 중국어 선생님 역
- 백정우: 말리는 선생님 역
- 유완규: 장례식장 염사 역
- 민병일: 장례식장 염사 역
- 김종훈: 잠수부 역
- 김상호: 잠수부 역
- 김태현: 신체검사의사 역
- 김민아: 신체검사간호사 역

## 수상 내역
| 연도 | 상                          | 부문                      |
| ---- | --------------------------- | ------------------------- |
| 2017 | 제22회 부산국제영화제       | 뉴커런츠상(김의석)        |
| 2017 | 제22회 부산국제영화제       | 올해의 배우상(전여빈)     |
| 2017 | 제43회 서울독립영화제       | 독립스타상(전여빈)        |
| 2018 | 제6회 무주산골영화제        | 뉴비전상(김의석)          |
| 2018 | 제19회 부산영화평론가협회상 | 신인연기자상(전여빈)      |
| 2019 | 제6회 들꽃영화상            | 극영화 신인감독상(김의석) |
| 2019 | 제28회 부일영화상           | 신인 감독상(김의석)       |
| 2019 | 제28회 부일영화상           | 신인 여자 연기상(전여빈)  |
| 2019 | 제10회 올해의 영화상        | 올해의 발견상(전여빈)     |
| 2019 | 제10회 올해의 영화상        | 독립영화상                |
| 2019 | 제24회 춘사영화제           | 신인여우상(전여빈)        |
| 2020 | 제56회 《대종상영화제》     | 신인여우상(전여빈)        |

## 같이 보기
- 2018년 대한민국의 영화 목록